# トランシーバー (無線機)
トランシーバー（英: transceiver）とは、無線電波の送信機能と受信機能を兼ね備えた無線機または回路ブロックである。TRX と略される。送信機を表す英語 transmitterと受信機を表す英語 receiver とを合わせた造語である。一般的に、送信機と受信機は、回路に共通した部分が多いため、共用できる回路を共用し、一つの機器として作られたものである。
なお、送信機と受信機が一体になっていれば、据え置き型でもトランシーバーである。無線にあまり興味のない層には、携帯型のものだけがトランシーバーだ、とする思い込み・誤解が見られるが、語源から分かるように送信機と受信機を一体化したものがトランシーバーであり、据え置き型も携帯型もトランシーバーである。
それと、一般人向けに「送信機」や「受信機」（「Bluetooth受信機」など）などという名称で販売されている物であっても、実は内部回路的には送受信機（トランシーバー）である場合もある。
さまざまなトランシーバー
- 据え置き型トランシーバーの例。スペクトラムの表示もでき、外付け画面も接続できる高価なトランシーバー（アイコム、IC-7700）
このように大きな据え置き型でも『トランシーバー』である。
- 据え置き型のトランシーバー。（Yaesu FT1000MP）
- 据え置き型トランシーバー（ケンウッド TS-2000）
- ポータブル・トランシーバーの例。
- ハンディ・トランシーバーの例。いずれもen:Project 25（P25）に沿ったもの。左からKenwood製、Tait Communications製、Motorola製、EF Johnson Technologies製。
- ハンディトランシーバとハンドマイク
（ケンウッドTH-79）
- ウォーキートーキーの例。
- 自作の電信トランシーバー。7MHz、250mW。缶ペンケースに組み込んでいる。
- 軍用のトランシーバーの例。アメリカ軍のRT-67-PRC-47（それなりに古いもの）
- 米軍の背負い式トランシーバー
PRC 119（SINCGARS）。

## 分類・種類
いくつもの分類法がある。ひとつは大きさ、形状、携帯して使用することを想定しているか、などによって、固定機、ポータブル機、ハンディ機などと分類できる。また、乗り物に取り付けて使用されるトランシーバーはモービル機（自動車用）、航空無線機、船舶無線機などと分類できる。電波形式によって分類できる場合もある。
固定機
室内で机の上などに設置して用いる機種。海岸局では機械室の床上に直接設置することもあり、この場合、通信所には固定機と制御線で結ばれ、マイクロホンや電鍵をつなぐためのジャック、使用する送信機を切り替えるスイッチ、状態表示のランプが取り付けられた「通信卓」しかない場合が多い（受信機がこの「通信卓」の上に載る）。
車載や屋外での使用を意識した機種では、バッテリーでの運用を想定して、電源定格入力が直流13.8Vである場合が多い。その場合、100V商用電源で使用するには、直流13.8Vを出力する安定化電源装置が必要となる。業務無線の場合は、車載型無線機と安定化電源装置を一体化して固定機とする場合が多い。
ポータブル機
固定機よりもやや小型の機種。業務無線では可搬型無線機と呼ばれることがある。持ち運んで利用できるように肩掛けベルトなどが付属し、電池や脱着式のバッテリーでの使用に対応している。アマチュア無線においては、その形状から、「弁当箱」と呼ばれることもあった。例えば、アマチュア無線機では松下電器産業（現・パナソニック）のRJX-601、トリオ（現・JVCケンウッド）のTR-2200、アイコムのIC-502がポータブル機である（全て廃番。パナソニックはのちにアマチュア無線事業自体から撤退した）。のちにアイコムがIC-2Nを発売するまではこれらポータブル機が「ハンディ・トランシーバー」と呼ばれていた。
ハンディ機
片手で持って使えるような小型の機種。業務無線では携帯型無線機と呼ばれることがある。アマチュア無線においては「ポケット機」または「ポケトラ」とも呼ばれていた。カードサイズを謳い文句にした超小型の機種もある。近年はリチウムイオン電池を用い、長時間の使用が可能な製品もある。
モービル機
自動車に取り付けて用いる機種。業務無線では車載型無線機と呼ばれることがある。アマチュア無線機では、本体と操作パネルを分離する形式の製品が多い。
航空無線機
航空機に取り付けて用いる機種。
エラー: ページ名が指定されていません (help).
船舶無線機
船舶に取り付けて用いる機種。
- デンマークの消防車に搭載されたトランシーバー
- 日本のパトカーに搭載されたトランシーバー（APR-ML1）。警察無線のトランシーバー。
- グライダーに搭載されたトランシーバー。パネルの一番下の段。青と赤の棒が突き出ているもの。操縦桿のすぐ後ろ。
- セーリング・クルーザーに搭載されたHFトランシーバー。八重洲無線FT-707、1980年代。

### 電波型式による分類
トランシーバーは、電波型式（CW・AM・FM・SSB・RTTYなど）によって分類することも可能な場合がある。
なお業務用のトランシーバーの場合、発射出来る周波数は一装置につき一つだけである事が多い。その結果、すっきりと分類できることが多い。
アマチュア無線用のトランシーバーは、多種類の電波形式をサポートした機種が多く、多くの場合、すっきりと分類することは困難である。複数の分類に同時に属する、ということになる。

### 運用の法規的な枠組みによる分類
- アマチュア無線
- 特定小電力無線・パーソナル無線・市民ラジオ（CB無線）
- 第三者無線（MCA無線）
- 携帯電話・PHS（情報端末としての側面もある）
- 衛星電話

## 歴史
- 1904年。フランスのマリン無線のトランシーバー。
- ソヴィエト連邦のA-7-Bトランシーバー（1944年）。VHF FM、24-28MHz、1.5-2.0W。23kg。（ロシア、サンクトペテルブルクの軍事歴史博物館の展示品）
- アメリカ軍のM4中戦車（シャーマン）搭載されていたトランシーバー No19 Mk II。
- Hallicrafters SX-101（1957年）
- 1962年ころのアメリカ製のトランシーバー。AM、3石。
- 1960年代のウォーキートーキー

## 機能

### 周波数の設定
複数の周波数を送受信できるトランシーバーでは、いくつかの方法で送受信の周波数を切り替えることができる。また、複数の周波数帯を切り替えて送受信することができるトランシーバーでは、周波数帯を切り替えるバンドスイッチが用意されている。
- ダイアルによる連綿変更
- テンキーによる直接入力（アマチュア無線用など、使用周波数が広範囲な場合に用いられる）
- サムホイールによる直接入力（歯車状の樹脂製部品を回してそれぞれの桁の数値を指定する）
- 水晶振動子による固定式（変更する場合は発信子を差し替える）（業務用無線機に多い）
- セレクタスイッチ
- マルチチャネルアクセス方式による自動設定
- 外部機器からの制御信号による設定（DTMF信号など）

#### メインダイアル
メインダイアルは、周波数を連続的に変更することができる。メインダイアルを回すことにより、古くはVFO、最近はPLLシンセサイザ方式により可変周波数発振回路の周波数を操作する。SSB方式では周波数を数十Hzの精度で設定しないと良好な音声受信ができないため、微調整しやすいように大径のつまみ（ダイヤルノブ）が採用されることが多い。超短波帯以上の周波数を使用する業務用無線機には、メインダイアルは付いていない。

##### VXO による方法
VXO（英: Variable Xtal Oscillator）は、水晶発振回路に発振周波数を変更させるために可変容量コンデンサを接続した水晶発振器である。これにより、本来周波数安定度が非常に高い水晶発振器でありながら、わずかに周波数を可変することができるようになる。周波数を可変できる範囲は狭いが、周波数安定度の高い VFO を製作するよりも回路が簡単で、連続的に周波数を変更することができることから、アマチュア無線家がトランシーバーや送信機、受信機を製作するときに昔からよく用いられてきている。また、ミズホ通信のトランシーバーにも採用されていた方式である。周波数を変化させるには、可変容量コンデンサにつまみまたはバーニヤダイアルを付けて、メインダイアルとして用いる。

#### セレクタスイッチ
セレクタスイッチ（チャンネル切替スイッチ）により、送受信する周波数を飛び飛びの値に切り替えることができる。業務用無線機ではセレクタスイッチとは言わず、チャネル切替スイッチと言う。FMで通信するアマチュア無線用トランシーバや、CB無線機などはこの方法である。セレクタスイッチにより、PLLシンセサイザの発振周波数を切り替える、あるいは発振回路の定数の異なる水晶振動子や、定数の異なるコイルまたはコンデンサを切り替えることにより周波数を変える。PLL方式の場合は周波数設定を、回転スイッチだけでなく、UP/DOWNボタンや周波数の各桁ごとに設けたスイッチで設定することもできる。

#### 水晶振動子の差し替え
ソケットに、希望する送受信周波数を発振する水晶振動子を差し替えることで、周波数を変える。1960年代には、50MHz帯以上で周波数が安定したVFOを自作不可能なアマチュア無線家は、やむなく水晶方式で固定送信周波数の運用を行っていた。

#### クラリファイア
通信中に相手局の周波数が変動した場合に、それに合わせて自局の周波数も変化させると正常な通信ができなくなる可能性がある。そのため、送信周波数はそのままで受信周波数のみを変化させる回路があり、クラリファイアと呼ばれる。八重洲無線がこの呼称を使用しているのに対し、ケンウッドとアイコムではRIT（英: Receiving Incremental Tuningと呼称。また送信周波数に対して同様の作用をする回路はXIT（英: Transmission Incremental Tuning）と呼んでいる。

#### スプリット
送信と受信で異なる周波数を用いる方式をスプリットと呼ぶ。アマチュア無線の場合は、1局のCQ呼出しに多数の局が応答する交信において呼出側が受信する周波数の範囲を指定して識別をしやすくする場合、各国の法制度上電波を発射出来る周波数帯が違う場合（例：7MHz帯は2009年まで、アメリカと諸外国で電話通信バンドの位置が大幅に異なっていた）などに用いられる。送受信で異なる周波数帯を用いる交信はクロスバンドと呼び、双方向同時（全二重）通話などに用いられる。業務無線において、送信と受信で異なる周波数を用いる運用方式の場合は、最初からその仕組みが無線機にプリセットされているか、チャネル切替スイッチと連動して切り替わるようになっており、運用者が細かく操作することはできない。

### 送受信切り替え

#### PTTスイッチ
一般的にトランシーバーは電話と異なり、同時に送信か受信のどちらかしかできない「単信式」の通信方式を用いる。これを切り替えるのがPTT（英: Push To Talk、プッシュ・ツー・トーク）スイッチである。PTTスイッチを押すと送信、放すと受信に切り替わる。受信と送信が一体の無線機が登場する以前の送信機と受信機が別体の設備では、いくつものスイッチを操作して切り替える必要があったが、リレー一つで切り替えられるようになったのは大きな進歩であった。
PTTスイッチを使わなくてもマイクから入力された音声を感知して自動的に送受信を切り替える機構をVOX（英: Voice Operated Relay）と呼ぶ。
電信において電鍵をON（マーク）にした時に送信、OFF（スペース）にしたときに受信がされるよう瞬時に切り替える方式をフルブレークイン、電鍵のマークが途切れて数秒後に受信に切り替える方式をセミブレークインと呼ぶ。フルブレークインの方が瞬時に電波の状況を把握できるなどの長所があるが、大出力の送信機ほど機能の実装は難しくなる。
パイロット・コントロールド・ライティングはPTTスイッチを指定回数押すことでライトをコントロールする。

#### トランシーブ動作
トランシーバーではないが、送信機と受信機とが別々にある場合、送受信切り替えスイッチで送信動作と受信動作とが切り替えられるように両者をケーブル（トランシーブ・ケーブルという）で接続し、送受信切り替えスイッチの信号を送信機と受信機とで共有し、あたかもトランシーバーのように動作させることがある。これをトランシーブ動作という。
初歩的なトランシーブ動作では、通常連続可変の受信周波数と同じ周波数で送信機が動作できるように、キャリブレーションという操作を行う必要がある。これは次のような操作である。まず送受信切り替えスイッチで受信状態にし、受信機のメインダイアルで受信したい周波数に合わせる。次に送信機の周波数を受信機の周波数に合わせるために、受信状態のまま送信機から微弱な電波を発射して送信機からの電波が受信機で聞こえるように送信機のメインダイアルを回し、送信機の周波数が受信機の周波数と同じになるように調節する。送信機にはこの微弱な電波を発射するためにキャリブレーション・スイッチが備えられていることがある。この操作を行って初めて、あたかもトランシーバーのように同一周波数で送信・受信ができるようになる。
完全トランシーブ動作は、上記のキャリブレーション操作が不要になるように改良された機構である。これは、通常連続可変の受信周波数と同じ周波数で送信機が動作できるよう、送受信切り替えスイッチの信号だけでなく、受信機の可変周波数発振器（VFO）の出力信号もケーブル（トランシーブ・ケーブル）などで送信機に供給することで実現されている。

### 受信機能

#### ノイズブランカー
自動車の点火プラグ、雷などから発生する突発性のパルス性ノイズ受信時に受信信号全部を遮断することで音声増幅段へ雑音信号が伝達されないようにする回路・機能である。

#### ノイズリミッター
ノイズブランカー同様、主に振幅変調で使われていた。

#### スケルチ
無信号時の「ザー」という耳障りな雑音を消去する機能。主に周波数変調で使われている。

### 送信機能

#### スピーチ・プロセッサー
振幅変調の送信では、一般に音声信号の振幅の平均値が大きいほど了解度が増す。そのため音声信号の電圧の低い部分を増強することで振幅の平均値を増加させる回路をスピーチ・プロセッサー、スピーチ・コンプレッサーまたはマイク・コンプレッサーと呼ぶ。これにより出力は増加するが、音質は逆に低下する。また過変調が発生しやすい。

## 端子
トランシーバーには、交信作業を容易にするためや、機能を拡張するために、外部の機器を接続することができる端子を備えているものがある。
すべてのトランシーバーが以下のような端子を備えているわけではないし、外部機器を接続できる端子を全く持たないトランシーバーもある。

### 電源端子
トランシーバーが動作するための電力を供給するための端子。電池を内蔵できるトランシーバーにはない場合がある。

### アンテナ端子
アンテナを接続するための端子である。トランシーバーとアンテナは同軸ケーブルなどの給電線を用いて接続する。給電線の片方の端をトランシーバーのアンテナ端子に、もう片方の端をアンテナに接続する。こうすることにより、トランシーバーから離れたところにあるアンテナを利用して、電波を送受信することができるようになる。このように接続するのは、一般的にアンテナは屋根の上やタワーの上など高くて見通しが良いところに設置する方が、より遠くまで電波を伝えたり、より遠くの電波を受けたりすることができるようになるからである。
ハンディ機など小型のトランシーバーを手に持って運用する場合は、給電線を用いずに、トランシーバーのアンテナ端子に直接アンテナを接続して運用することも一般的である。

### アース端子
不平衡型のアンテナを接続するときに大地に接地するための端子。

### ヘッドフォン端子
適切なヘッドフォンをしっかりと装着して受信音声を聴くと、無線機に内蔵されたスピーカーで聴くよりもはっきりと聞こえ、それ以外の周囲の騒音などが聞こえにくくなり、運用の助けになることがある。そのため、特に固定用のトランシーバーには一般的にヘッドフォンを接続するための端子を備えている。ヘッドフォンを使用すると受信音声がはっきりと聞き取れるようになるだけでなく、運用者以外には受信音声が聞こえにくくなる。運用者以外の周囲の者にとって受信音声は迷惑な雑音であるという場合にも役に立つ。

### イヤホン端子
イヤホンを接続するための端子。ヘッドフォン端子と機能的には大差はなく、違いはジャック径のみ（ヘッドフォン用は6.3ミリ、イヤホン用は3.5ミリ、共にフォノ端子）。特にハンディ機などの小型のトランシーバーにはイヤホン端子が備わっているのが一般的である。ハンディ機は野外で運用することも多く、周囲の騒音が非常にうるさい場合がある。その時にトランシーバーに内蔵のスピーカーで聴くよりもイヤホンを使用して聴いた方がはっきりと受信音声を聴き取ることができる。

### スピーカー端子
外部にスピーカーを接続するための端子。無線機に内蔵されたスピーカーの音質が好みに合わない、聴きづらいなどの時に、外部に好みの音質のスピーカーをつなぐことができる。

### 電鍵端子
無線電信を運用するための電鍵を接続するための端子。トランシーバー本体に電鍵が備わっていることは稀であり、通常はトランシーバーとは別に電鍵を用意して運用する。

### マイク端子
無線電話を運用するためのマイクロフォンを接続するための端子。無線用のマイクロフォンには大きく分けてハンドマイクと固定用マイクとがある。ハンドマイクはマイクロフォンそのものを手に持って口に近付けて話しかける。固定用マイクは机に置いたまま、マイクロフォンに向かって話しかける。いずれのマイクロフォンも、ただ運用者の声を受けてトランシーバーに送るだけの機能しか持たないというのは稀で、少なくとも PTT スイッチが付いている。さらに高機能なマイクロフォンでは、トランシーバーの周波数を変更するなどの機能を持つ。このため、特に固定用のトランシーバーのマイク端子は、単純に音声信号を入力するためだけではなく、送受信切り替えのための端子や、その他トランシーバーを制御するために必要な端子を複数まとめ、複数の電極がある DIN コネクターなどをマイク端子としている。
ハンディ機では通常トランシーバー本体にマイクロフォンが内蔵されているが、マイク端子を持ち、外部マイクロフォンが使用できるようになっているものもある。

### アクセサリ端子
トランシーバーの送信電力を上げるためにリニアアンプを接続したり、受信感度を上げるためにプリアンプを接続したい場合がある。これらの機器はトランシーバーが送信状態の時、または受信状態の時のみに空中線系に挿入されて働き、それ以外の時は空中線系から切り離される必要がある。トランシーバーの送信・受信と、リニアアンプやプリアンプの送信・受信状態が一致しないと、リニアアンプが役目を果たさなかったり、プリアンプがトランシーバーからの送信電力で破損したりする。このため、トランシーバーとこれらの機器は、送信・受信状態を首尾よく連携して切り替える必要がある。
このために、トランシーバーにはアクセサリ端子が用意されていることがある。アクセサリ端子は、トランシーバーが送信状態にあるか受信状態にあるかを示す働きがある。リニアアンプやプリアンプには送受信切り替え端子が備わっていて、これをトランシーバーのアクセサリ端子に接続すると、アクセサリ端子が示した状態に合わせて送信と受信とを切り替える。
アクセサリ端子の送受信の示し方にはいくつかの種類がある。代表的には、送信・受信の状態を電圧の変化で示す方法、送信・受信の変化を電気抵抗の変化で示す方法などがある。正常に送受信切り替えの連携をするためには、この方式がトランシーバーと、リニアアンプやプリアンプで一致している必要がある。もし異なっている場合は適切な変換回路を使用する必要がある。

### データ通信用の端子
主に固定機やポータブル機などのトランシーバーには、RTTY、パケット通信、PSK31などのデータ通信が行えるように専用の端子を持つものがある。データ通信用の端子には、適切な変換器を介してパソコン等に接続する。これらの通信は、原理的にはマイク端子とスピーカー端子（またはヘッドフォン端子やイヤホン端子）、それに PTT 端子があれば行うことができるが、データ通信用の端子を備えているトランシーバーの場合はそちらを使った方が周波数特性などの面で有利である。

### トランシーバーを制御するための端子
アマチュア無線用のトランシーバーでは、パーソナルコンピュータを使用してトランシーバーの多くの機能を遠隔操作することができるようになっているものがあり、そのようなトランシーバーでは、そのための端子を備えている。この端子で制御できるのは機種にもよるが、送受信周波数や周波数帯、電波型式、送信・受信の切り替え、複数ある VFO の切り替え、DSP などのフィルタ類の定数、ノイズ・ブランカや受信アッテネータの ON/OFF、送信電力の可変、受信部の高周波増幅器や低周波増幅器の利得の可変、などなど、そのトランシーバーに備わっている多くの機能に及ぶ。上述のデータ通信用の端子や、アクセサリ端子を兼ねるものもある。

## 付加装置
トランシーバーは種々の装置を付加（接続）して使用されることがある。

### 送信用の電力増幅器
送信電力を大きくするための付加装置である。パワー・アンプ、ブースター・アンプ等とも呼ばれる。この電力増幅器は使用目的により大きく2種類に分かれる。入出力特性が直線的なものと、非直線的なものである。入出力特性が直線的なものを特にリニア・アンプ（英語: linear amplifier）という。CWやFMで運用する場合は入出力特性が直線的でも非直線的でも構わないが、AMやSSBといった振幅変調の場合は直線的であるリニア・アンプが必要となる。

### プリアンプ
受信用の付加装置であり、弱い受信信号を増幅する。トランシーバーに近いところに接続しても効果はあるが、アンテナ直下に接続した方が雑音が少なくなりより効果的である。アンテナやトランシーバーに内蔵されることもある。

### トランスバーター
トランシーバーが直接送受信できない周波数（周波数帯）で運用できるようにする付加装置である。例えば、430 MHz 帯用のトランシーバーで 5.6 GHz 帯の電波を送受信できるようになる。

### スタンバイ・ピー
マイクロフォンのPTTスイッチを離した時、つまり送信から受信に切り替わる時に、短い「ピッ」という音を送信音声に追加してから受信に移る機器である。受信している無線局にとっては、相手がいつ受信に切り替わったのか分かりやすくなる。もとはNASAで、アポロ11号とヒューストンの管制局との通信の際に導入されたもの（宇宙との通信は1秒近くのタイムラグが発生するため、いつ送信権が渡されたのか分からなくなる事がある。ちなみにアポロ宇宙船で用いられたものは音が長い。当時の報道ビデオや「巨泉×前武ゲバゲバ90分!」のDVDなどで聞く事が出来る）。

### RTTY装置
RTTYで運用するための装置。無線でタイプライターを用いて文字を送受信するための装置で、もともとは機械式である。パソコンにRTTYソフトウェアを導入することで代用することができる。

### TNC
TNC（英語: terminal node controller）は、パケット無線を運用するための付加装置である。

### ファクシミリ装置
無線でファクシミリを送受信するための付加装置である。パソコンにFAXソフトウェアを導入することで代用できる。

### SSTV装置
SSTV（英語: slow scan television、低速度走査テレビジョン）を運用するための付加装置である。具体的にはスロー・スキャン・コンバーター（英語: slow scan converter）という装置を指し、映像をトランシーバーで扱える音声信号に変換したり、受信した音声信号をテレビジョン映像に変換したりする機器である。1つの画像を伝えるには、周波数や受信感度にもよるが、十数秒から数分を要する。テレビカメラに図、画像、自分の姿や、大判の紙に文字を書いたものを写して通信する。多数のメモリICを用いた高価な専用コンバーターが必要だったが、現在ではパソコンにSSTVソフトウェアを導入することで代用できる。